# 体験ラジオAチャンネル
体験ラジオAチャンネル（たいけんラジオエーチャンネル）は、1983年4月5日から同年10月8日まで、TBSラジオをキーステーションにJRN系の深夜の時間帯で放送されていたラジオ番組。

## 概要
大学生を主なリスナー層に狙い、その大学生たちが実際に番組に持ち寄った話題、流行、音楽情報などを扱い、放送していた番組。当時は『ミスDJリクエストパレード』（文化放送）をきっかけに女子大生ブームが盛り上がりを見せていた時代でもあり、月曜日に当時東京大学の現役学生だった内藤美奈子が出演していたことからも、この番組はかなりそれを意識していたとも言われる。リクルート社（当時はリクルートフロムエー社）の求人情報誌『フロム・エー』が主要スポンサーだったことから『Aチャンネル』というタイトルになった。
本番組スタート当初、各曜日には
- 月曜日：世相ガブリ寄り（大学生が世相に斬り込む）
- 火曜日：ボク達地球人（様々な世界の情報を集めて構成）
- 水曜日：芸能人類学（最新芸能情報）
- 木曜日：愛のジグソーパズル（愛を他人ではなく自分のものとして体験）
- 金曜日：プレイワッハ（東京の最新プレイ情報）

といったそれぞれの特集コーナーがあった。
しかし、3か月後の7月には早くも3曜日でパーソナリティが交替、テコ入れを図ったが番組の情況は上向かず、わずか半年で終了となった。

## 放送時間
- 毎週月曜日 - 金曜日 25:00 - 27:00

## パーソナリティ
- 月曜日：内藤美奈子
- 火曜日：オレンジ・シスターズ（吉川聖美・吉竹加世子・酒井妙、6月まで） → 林真理子、吉竹加世子（7月から）
- 水曜日：斉藤ゆう子
- 木曜日：山本晋也、田中康夫（6月まで） → 竹中直人（7月から）
- 金曜日：泉和美（6月まで） → ファニーキャッツ（7月から）

## ネット局
放送時間はいずれも毎週月曜日 - 金曜日 25:00 - 27:00 （同時ネット）
- 山陽放送
- RKB毎日放送
- 琉球放送